# Pygeretmus
Pygeretmus là một chi động vật có vú trong họ Dipodidae, bộ Gặm nhấm. Chi này được Gloger miêu tả năm 1841. Loài điển hình của chi này là Dipus platurus Lichtenstein, 1823 (emended to D. platyurus by Lichtenstein, 1828).

## Các loài
Chi này gồm các loài: